# ピストル (Acid Black Cherryの曲)
「ピストル」は、Acid Black Cherryの11枚目のシングル。2011年9月21日にmotorodから発売された。

## 概要
今年度9月より5ヶ月連続で発売されるシングル第1弾。表題曲「ピストル」について、yasu曰く「メーカーから"子供には聞かせられません"と言われた」とのこと。
カップリングには"Recreation Track"として、1993年に発表されたWANDSの「愛を語るより口づけをかわそう」のカヴァーを収録。ちなみにyasuは「昔よくカラオケで歌っていた曲」とのこと。
通常盤、5万枚限定のCD＋DVD、TSUTAYA RECORDS限定盤の3形態で発売され、通常盤、TSUTAYA RECORDS限定盤には5ヶ月連続シングル及び2012年発売予定の3rdアルバム6作品連動応募特典Acid Black Cherry握手会へ合計40,000名様ご招待の応募シリアルが封入されている。TSUTAYA RECORDS限定盤にはABCオリジナルトレカ1枚（全4種）が封入されている。
『ABC Dream CUP 2011』を記念し、TSUTAYA RECORDS限定でサンクス フォー ユー スペシャルプライス（394円）での発売。なお5ヶ月連続シリアル&2012年発売3rdアルバム連動特典の応募シリアルは封入されていない。

## 収録曲

### 通常盤
1. ピストル [4:28]
作詞・作曲・編曲：林保徳
BeeTVマンガ『賭博黙示録 カイジ』主題歌。
オケ自体は2ndアルバム『Q.E.D.』の頃に既にあり、ギターのリフもyasuが考えた。なお、2ndアルバム『Q.E.D』のアルバムメイキングビデオを見ると、YUKIとyasuが喋っている後ろでこの曲が流れている。
2. 愛を語るより口づけをかわそう【Recreation Track】 [4:17]
作詞:上杉昇、作曲：織田哲郎、編曲：松下典由

DVD（5万枚数量限定盤のみ）
1. ピストル（music clip）
2. OFF SHOT

### TSUTAYA RECORDS限定盤
1. ピストル